# Kenyon Martin
Kenyon Lee Martin (Saginaw, 30 dicembre 1977) è un ex cestista statunitense, professionista nella NBA e in Cina.

## Carriera
Dopo aver frequentato a livello liceale la Bryan Adams High School di Dallas, Texas, ed in seguito il college alla University of Cincinnati, è stato scelto nel draft del 2000 al primo giro con il numero 1 dai New Jersey Nets. Una brutta frattura ad una gamba gli fece saltare il Torneo NCAA del 2000 quando i suoi Cincinnati Bearcats erano teste di serie numero 1 del torneo stesso. Nonostante le perplessità per l'infortunio medesimo, i New Jersey Nets lo scelsero al numero 1 del draft.
Insieme a Jason Kidd e Richard Jefferson ha contribuito in maniera decisiva a portare in finale per ben due volte consecutive (nel 2002 contro i Los Angeles Lakers vincitori per 4 a 0 e nel 2003 contro i San Antonio Spurs vincenti con un 4 a 2 nella serie) la franchigia del New Jersey, storicamente una squadra molto perdente. Nel 2004 è stato ceduto ai Denver Nuggets, dove però un altro brutto infortunio, questa volta ad un ginocchio, gli ha fatto perdere praticamente l'intera stagione 2006-07.
A causa del lockout che ha impedito alla stagione NBA 2011-2012 di partire regolarmente, si è accordato con gli Xinjiang Flying Tigers: nel dicembre 2011 ha poi chiesto la rescissione del contratto per motivi familiari, tuttavia i vincoli contrattuali gli hanno impedito di trovare squadra in America fino all'eliminazione della sua vecchia squadra dai playoffs del campionato cinese. Il 3 febbraio 2012 firma un contratto di una stagione con i Los Angeles Clippers.
Inattivo per circa un anno, il 21 febbraio 2013 firma un primo contratto di 10 giorni con i New York Knicks, seguito da un secondo in data 5 marzo. Il 15 marzo ottiene l'estensione fino a fine stagione (playoffs compresi).

## Statistiche

### NCAA
| Anno      | Squadra             | PG  | PT | MP   | TC%  | 3P%  | TL%  | RP  | AP  | PRP | SP  | PP   |
| --------- | ------------------- | --- | -- | ---- | ---- | ---- | ---- | --- | --- | --- | --- | ---- |
| 1996-1997 | Cincinnati Bearcats | 22  | -  | 10,6 | 65,0 | -    | 31,3 | 3,4 | 0,5 | 0,6 | 1,1 | 2,8  |
| 1997-1998 | Cincinnati Bearcats | 30  | -  | -    | 62,6 | 0,0  | 47,6 | 8,9 | 1,4 | 1,0 | 2,8 | 9,9  |
| 1998-1999 | Cincinnati Bearcats | 33  | -  | 27,3 | 57,3 | 0,0  | 56,2 | 6,9 | 1,5 | 1,1 | 2,4 | 10,1 |
| 1999-2000 | Cincinnati Bearcats | 31  | -  | 29,3 | 56,8 | 28,6 | 68,4 | 9,7 | 1,4 | 1,4 | 3,5 | 18,9 |
| Carriera  | Carriera            | 116 | -  | 23,7 | 58,6 | 22,2 | 58,1 | 7,5 | 1,2 | 1,1 | 2,5 | 11,0 |

### NBA

#### Regular season
| Anno      | Squadra         | PG  | PT  | MP   | TC%  | 3P%  | TL%   | RP   | AP  | PRP | SP  | PP   |
| --------- | --------------- | --- | --- | ---- | ---- | ---- | ----- | ---- | --- | --- | --- | ---- |
| 2000-2001 | N.J. Nets       | 68  | 68  | 33,4 | 44,5 | 9,1  | 63,0  | 7,4  | 1,9 | 1,1 | 1,7 | 12,0 |
| 2001-2002 | N.J. Nets       | 73  | 73  | 34,3 | 46,3 | 22,4 | 67,8  | 5,3  | 2,6 | 1,2 | 1,7 | 14,9 |
| 2002-2003 | N.J. Nets       | 77  | 77  | 34,1 | 47,0 | 20,9 | 65,3  | 8,3  | 2,4 | 1,3 | 0,9 | 16,7 |
| 2003-2004 | N.J. Nets       | 65  | 62  | 34,6 | 48,8 | 28,0 | 68,4  | 9,5  | 2,5 | 1,5 | 1,3 | 16,7 |
| 2004-2005 | Denver Nuggets  | 70  | 67  | 32,5 | 49,0 | 0,0  | 64,6  | 7,3  | 2,4 | 1,4 | 1,1 | 15,5 |
| 2005-2006 | Denver Nuggets  | 56  | 49  | 27,6 | 49,5 | 22,7 | 71,2  | 6,3  | 1,4 | 0,8 | 0,9 | 12,9 |
| 2006-2007 | Denver Nuggets  | 2   | 2   | 31,5 | 50,0 | 0,0  | 25,0  | 10,0 | 0,5 | 0,0 | 0,0 | 9,5  |
| 2007-2008 | Denver Nuggets  | 71  | 71  | 30,4 | 53,8 | 18,2 | 58,0  | 6,5  | 1,3 | 1,2 | 1,2 | 12,4 |
| 2008-2009 | Denver Nuggets  | 66  | 66  | 32,0 | 49,1 | 36,8 | 60,4  | 6,0  | 2,0 | 1,5 | 1,1 | 11,7 |
| 2009-2010 | Denver Nuggets  | 58  | 58  | 34,2 | 45,6 | 27,6 | 55,7  | 9,4  | 1,9 | 1,2 | 1,1 | 11,5 |
| 2010-2011 | Denver Nuggets  | 48  | 48  | 25,7 | 51,1 | 22,2 | 58,3  | 6,2  | 2,3 | 0,9 | 0,7 | 8,6  |
| 2011-2012 | L.A. Clippers   | 42  | 0   | 22,4 | 44,1 | 23,1 | 37,0  | 4,3  | 0,4 | 1,0 | 1,0 | 5,2  |
| 2012-2013 | N.Y. Knicks     | 18  | 11  | 23,9 | 60,2 | -    | 42,5  | 5,3  | 0,9 | 0,9 | 1,0 | 7,2  |
| 2013-2014 | N.Y. Knicks     | 32  | 15  | 19,8 | 51,2 | 0,0  | 57,9  | 4,2  | 1,6 | 0,8 | 0,8 | 4,3  |
| 2014-2015 | Milwaukee Bucks | 11  | 0   | 9,5  | 40,9 | -    | 100,0 | 1,7  | 0,5 | 0,5 | 0,5 | 1,8  |
| Carriera  | Carriera        | 757 | 667 | 30,6 | 48,3 | 23,4 | 62,9  | 6,8  | 1,9 | 1,2 | 1,1 | 12,3 |
| All-Star  | All-Star        | 1   | 0   | 24,0 | 80,0 | -    | 50,0  | 7,0  | 3,0 | 0,0 | 0,0 | 17,0 |

#### Play-off
| Anno     | Squadra        | PG  | PT | MP   | TC%  | 3P%  | TL%  | RP   | AP  | PRP | SP  | PP   |
| -------- | -------------- | --- | -- | ---- | ---- | ---- | ---- | ---- | --- | --- | --- | ---- |
| 2002     | N.J. Nets      | 20  | 20 | 37,5 | 42,5 | 22,2 | 69,1 | 5,8  | 2,9 | 1,2 | 1,3 | 16,8 |
| 2003     | N.J. Nets      | 20  | 20 | 38,9 | 45,3 | 9,1  | 69,3 | 9,4  | 2,9 | 1,5 | 1,6 | 18,9 |
| 2004     | N.J. Nets      | 11  | 11 | 37,2 | 53,3 | 0,0  | 75,0 | 11,0 | 1,1 | 1,2 | 1,3 | 19,1 |
| 2005     | Denver Nuggets | 5   | 5  | 32,8 | 46,6 | 0,0  | 61,5 | 5,6  | 1,2 | 1,0 | 1,0 | 12,4 |
| 2006     | Denver Nuggets | 2   | 0  | 17,5 | 30,8 | -    | 50,0 | 4,5  | 0,5 | 2,0 | 1,0 | 4,5  |
| 2008     | Denver Nuggets | 4   | 4  | 29,5 | 44,1 | -    | 62,5 | 6,3  | 1,3 | 1,0 | 0,5 | 8,8  |
| 2009     | Denver Nuggets | 16  | 16 | 33,6 | 49,7 | 20,0 | 65,7 | 5,9  | 2,1 | 1,1 | 0,9 | 10,9 |
| 2010     | Denver Nuggets | 6   | 6  | 34,2 | 48,0 | 0,0  | 63,2 | 8,3  | 1,3 | 1,5 | 1,2 | 10,0 |
| 2011     | Denver Nuggets | 5   | 5  | 29,6 | 48,0 | -    | 61,1 | 7,8  | 1,6 | 0,4 | 0,4 | 11,8 |
| 2012     | L.A. Clippers  | 11  | 0  | 17,5 | 52,4 | -    | 62,5 | 3,2  | 0,3 | 0,4 | 1,7 | 4,5  |
| 2013     | N.Y. Knicks    | 12  | 1  | 21,1 | 58,0 | -    | 55,0 | 4,5  | 0,9 | 0,8 | 1,4 | 5,8  |
| Carriera | Carriera       | 112 | 88 | 32,0 | 47,0 | 12,9 | 67,9 | 6,8  | 1,8 | 1,1 | 1,2 | 12,9 |

#### Massimi in carriera
- Massimo di punti: 36 vs. New York Knicks (25 aprile 2004)[2]
- Massimo di rimbalzi: 21 (2 volte)
- Massimo di assist: 11 vs Milwaukee Bucks (5 marzo 2001)
- Massimo di palle rubate: 7 vs Phoenix Suns (15 gennaio 2009)
- Massimo di stoppate: 7 vs. San Antonio Spurs (3 gennaio 2008)
- Massimo di minuti giocati: 56 vs. Indiana Pacers (2 maggio 2002)

## Palmarès
- NCAA AP Player of the Year (2000)
- NCAA John R. Wooden Award (2000)
- NCAA Naismith Men's College Player of the Year Award (2000)
- NCAA AP All-America First Team (2000)
- NBA All-Rookie First Team (2001)
- NBA All-Star (2004)
- La sua maglia n.4 è stata ritirata dai Cincinnati Bearcats il 25 aprile 2000